# Physena madagascariensis
Physena madagascariensis är en tvåhjärtbladig växtart som beskrevs av Ernst Gottlieb von Steudel. Physena madagascariensis ingår i släktet Physena och familjen Physenaceae. Inga underarter finns listade i Catalogue of Life.